# Alfredo Guzzoni
Alfredo Guzzoni (12. dubna 1877 Mantova – 15. dubna 1965 Řím) byl italský generál.

## První světová a habešská válka
Během svých studií na vojenské škole se zúčastnil roku 1911 italsko-turecké války. Za 1. světové války se stal velitelem štábu 7. a 11. divize a roku 1918 byl jmenován náčelníkem štábu III. armádního sboru.
Roku 1929 se stal velitelem 58. pluku „Abruzzi“ a o rok později přebral velení nad 3. brigádou alpských myslivců. Po třech letech byl jmenován velitelem Královské vojenské akademie v Modeně, a již roku 1934 mu bylo svěřeno velení nad elitní 21. divizí Sardinských granátníků, se kterou se zúčastnil habešské války. Po okupaci Habeše působil krátce jako generální guvernér Eritrey a roku 1937 se vrátil do Itálie v hodnosti generálporučíka a velitele XI. armádního sboru.

## Invaze do Albánie a druhá světová válka
Působil nenápadným dojmem, ale byl všeobecně považován za vynikajícího organizátora a důstojníka. Nejspíše právě proto jej na jaře 1939 Mussolini pověřil uskutečněním okupace Albánie, kde dosud proitalský král Zog I. pomalu přestával být ochotným vykonavatelem rozkazů z Říma. Navíc Hitler okupoval české země a italský diktátor potřeboval jakýkoliv rychlý úspěch. Jeho sbor o síle 50 000 vojáků byl sestaven ve velkém spěchu z jednotek postrádajících bojové zkušenosti stejně jako patřičné vybavení i rozkazy a plán invaze do Albánie byl doslova sestavován „za pochodu“. Za této situace měl expediční sbor, který do Albánie vtrhl 7. dubna 1939 počáteční potíže s chaotickým odporem překvapených Albánců. Ve prospěch invaze zapracovala korupce albánských generálů, pátá kolona v podobě italské vojenské mise a také samozvaný a v té době již nenáviděný král Zog, který místo organizování obrany uprchl do řeckého exilu. Generál Guzzoni tak splnil rozkaz, země byla za minimálních ztrát okupována a on se stal vrchním velitelem italských vojsk v Albánii.
V roce 1940 se stal velitelem 4. italské armády se kterou se v červnu 1940 zúčastnil neúspěšné invaze do Francie. Když v listopadu 1940 v důsledku neúspěchů padl maršál Badoglio, nový velitel generálního štábu generál Ugo Cavallero si jej vybral jako nového podtajemníka na ministerstvu války a svého zástupce. Tím zůstal až do Cavallerova odvoláni na konci roku 1942. Na začátku roku 1943 převzal velení nad 6. italskou armádou bránící Sicílii.